# ERG Iserlohn
Le Erste Rollhockey Gemeinschaft Iserlohn e.V. ou ERGI est un club allemand de rink hockey de la ville d'Iserlohn. Fondé en 1965, les deux équipes, masculine et féminine, jouent en Bundesliga, plus haut-niveau du championnat allemand.

## Histoire
Le club est fondé le 13 janvier 1965, le premier match est disputé à l'extérieur sur un lac le 6 novembre 1965, l'année suivante l'équipe s'engage dans un championnat régional. En 1967 le club est promu dans la division supérieure, le club qui avait démarré avec 17 membres en compte déjà 250 à ce moment.
À partir de 1968 le club joue en salle. En 1970 il est promu en Bundesliga.
En 1972, 1973 et 1975 Iserlohn termine comme vice-champion, en 1976 il remporte son premier titre de champion d'Allemagne et récidive la saison suivante, cette même année le club joue dans une salle plus grande, la Hembergsporthalle.
Après un titre de vice-champion en 1978, puis une 4e place en 1979, le club décide de se rétrograder volontairement en troisième division et met l'accent sur la formation des jeunes. L'équipe première reviendra en première division en 1984 et termine vice-champion dès sa première saison de retour dans l'élite. L'équipe masculine ne quittera plus l'élite et remportera son 4e titre en 2006.
En 2010, le club se sépare de sa section hockey sur glace, et vu la notoriété de sa section rink hockey, celle ci continue de garder le nom ERGI.
À partir de la saison 2011-2012 le club démarre une section féminine qui réussit le doublé championnat-coupe dès sa première saison.

## Palmarès

### Homme
- Bundesliga (9) : 1976, 1977, 1986, 2006, 2008, 2009, 2015, 2016, 2017
- Coupe d'Allemagne (5) : 2004, 2005, 2009, 2011, 2012

### Femme
- Bundesliga (7) : 2012, 2013, 2014, 2015, 2016, 2017, 2018
- Coupe d'Allemagne (6) : 2012, 2014, 2015, 2016, 2017, 2018